# Tatsuya Mochizuki
Tatsuya Mochizuki (jap. 望月 達也 Mochizuki Tatsuya; ur. 20 kwietnia 1963) – japoński piłkarz występujący na pozycji pomocnika.

## Kariera piłkarska
Od 1982 do 1990 roku występował w klubach Haarlem, Telstar i Yamaha Motors.

## Kariera trenerska
Po zakończeniu piłkarskiej kariery pracował jako trener w Avispa Fukuoka, Shonan Bellmare, Vegalta Sendai i Kawasaki Frontale.